# 柳家権太楼 (初代)
初代柳家 権太楼（やなぎや ごんたろう、1897年（明治30年）10月20日 - 1955年（昭和30年）2月8日）は、日本の落語家。本名、北村 市兵衛。

## 来歴・人物
東京市本所区（現・東京都墨田区）の生まれ。大阪で義太夫語りとなり、竹本越羽太夫と名乗る。その後帰京し、初代柳家三語楼門下で柳家語ン太と名乗る。大正末期に柳家権太楼と改名。1927年（昭和2年）2月、真打昇進。
1939年（昭和14年）より東宝名人会に所属し、師匠譲りのナンセンスな新作落語で売り出す。スキンヘッドにギョロ目の容貌で、ニコニコしながら「えー、これが終わりますと、あとは掃除である。……掃除は面白くないのであります」「（自分は）垢抜けていて、若き日の日蓮を彷彿とさせるような……」「この権太楼も一個のアーチストである」といったような諧謔味あふれる警句を吐いて客席を爆笑の渦に巻きこみ、3代目三遊亭金馬と並んで東宝名人会の看板落語家となる。その人気は師匠・三語楼、兄弟弟子・柳家金語楼、7代目林家正蔵をしのぎ、「爆笑王」と呼ばれた3代目三遊亭歌笑と双璧をなした。
高沢路亭（のちの漫画家・田河水泡）による新作落語『猫と金魚』の初演者である。『猫と金魚』は権太楼の十八番となり、レコード化された（その後も8代目橘家圓蔵や上方の落語家などによって演じられ、古典落語と化している）。他にも『猫と電車』、自作の『カツレツ』『ぐずり方教室』『反対夫婦』などが得意ネタ。
権太楼のナンセンスな話術は大衆の喝采を浴びた反面、評論家筋には「ポンチ絵派」などと評され、軽蔑と酷評の対象となった。権太楼はその急先鋒であった安藤鶴夫と論争となり、やがて決闘を申し込んだ。これは比喩でなく本当の殺し合いを求めたものであり、結局安藤は権太楼に謝罪した。
全盛期は、傲慢な態度をとっていた。三遊亭歌奴（後の三代目三遊亭円歌）が前座時代にミスをしたとき、権太楼は「あんた、どこの弟子」と高姿勢で訪ね、「円歌師匠です。」と答えると、「そう、円歌さん、かわいそうね。」と言い放って、周囲から非難をあびたが、反省の色も見せなかった。それが、後年、人気が落ちると手ひどいしっぺ返しを受けることとなった。
戦後も映画『東京五人男』（1946年、東宝）に出演するなど人気を保っていたが、1949年（昭和24年）に脳出血で倒れ、失語症と記憶喪失症の後遺症が残った。時を同じくして妻との離婚訴訟が起こり、東宝との専属契約も解除されるなど、公私ともに失意の日々が続いた。その後、別の女性と再婚し1子を儲ける。
1952年（昭和27年）に日本芸術協会に客分として加入し、高座復帰を果たすも、昔日の面影はなく、噺の途中で突然絶句したり、時間をかなり余して高座を下りたり、噺の同じところをループしたりするなど、高座での異常が目立つようになった。関係者の骨折りでラジオ放送に出演した際は、ヨレヨレの軍服を着て、震える手でメモを見ながら『猫と金魚』を演じるという無残な様子であったという。
1955年（昭和30年）1月17日、上野鈴本演芸場の高座を最後に病の床に就き、失意の内に没した。辞世の歌は「金魚にも希望あるらし 鉢の中 意志のごとくに 行動している」。戒名は「法照院真誉道秀居士」。墓所は浅草正定寺。